# Еббі Бішоп
Еббі Бішоп (англ. Abby Bishop; нар. 29 листопада 1988) — австралійська баскетболістка, олімпійська медалістка.

## Виступи на Олімпіадах
| Олімпіада   | Дисципліна | Місце |
| ----------- | ---------- | ----- |
| Лондон 2012 | баскетбол  | 3     |